# ان‌جی‌سی ۵۸۹۷
ان‌جی‌سی ۵۸۹۷ (انگلیسی: NGC 5897) یک خوشه کروی در صورت فلکی ترازو است.